# Apraxia
A apraxia é uma desordem neurológica que se caracteriza por provocar uma perda da capacidade em executar movimentos e gestos precisos que conduziriam a um dado objectivo, apesar do paciente ter a vontade e a habilidade física para os executar. Resulta de disfunções nos hemisférios cerebrais, no lobo frontal, mais especificamente no córtex motor e na sua área motora secundária. Caracteriza-se, mais especificamente, na diminuição da capacidade para executar atividades motoras, apesar destas, a função sensorial e a compreensão da tarefa requerida, estarem intactas. Leva à diminuição das capacidades de pantomima da utilização de objetos (por exemplo, escovar o cabelo) e da capacidade de execução de atos motores conhecidos (por exemplo, acenar em adeus). A apraxia é uma patologia provocada por lesões cerebrais tais como acidentes, tumores, etc.
O termo “apraxia” foi usado pela primeira vez em 1871 por Steinthal. Não existe uma definição universal para o termo, mas Rothi e Heilman sugerem que seja definido como uma alteração neurológica da capacidade de movimento apreendido e proposicional que não possa ser explicado por defeitos elementares da motricidade nem dos sistemas sensoriais.
A apraxia ideativa corresponde à ideomotora, mas, o desempenho não melhora com a presença do objeto e nem com a imitação. É como se todos os esquemas de programação motora estivessem perdidos. Este tipo de apraxia é comum na demência.
A apraxia buco-facial corresponde à incapacidade de realizar movimentos com os músculos da face e da boca. Este tipo acompanha muitas vezes os quadros afásicos, sendo possível que os mecanismos que sustentam estes movimentos partilhem algumas funções com as da linguagem. O mesmo já não acontece nas apraxias, que se torna evidente nos membros em que a lateralidade se correlaciona mais com a sua presença.
A apraxia de marcha, como o nome indica, corresponde à impossibilidade de realizar os movimentos necessários para andar. Estes doentes, são capazes de cruzar as pernas quando estão sentados, de bater com os pés no chão alternadamente, de fazer movimentos de bicicleta quando estão deitados, mas não conseguem realizar os movimentos necessários para progredir na marcha.
A apraxia do vestir surge com muita frequência nos casos de demência. O doente deixa de saber a sequência correta com que se vestem as diferentes peças de roupa. Pode, por exemplo, vestir a camisa por cima do casaco. Muitas vezes, tenta vestir peças de roupa de forma errada, tenta enfiar a perna na manga do casaco e, noutras ocasiões, pode usar múltiplas peças de roupa repetidas, por exemplo, três pares de meias.

## Causas
A apraxia ideomotora é quase sempre causada por lesões no hemisfério cerebral dominante da linguagem (geralmente o esquerdo), e estes pacientes frequentemente têm afasia concomitante, especialmente do tipo de Broca ou de condução. A afasia ideomotora lateral esquerda pode ser causada por uma lesão do corpo caloso anterior.
A apraxia ideacional é geralmente associada com estados de confusão e demência.